# ريدار كارلسن
ريدار كارلسن هو سياسي نرويجي، ولد في 1 يوليو 1908 في Bodin Municipality ‏ في النرويج، وتوفي في 2 مايو 1987. نشط حزبياً في حزب العمال.

## مناصب
- انتخب minister of fisheries  [لغات أخرى]‏.
- انتخب وزير بدون حقيبة وزارية Ministry of Trade of Norway  [لغات أخرى]‏ (5 نوفمبر 1945 – 1 يوليو 1946).
- انتخب عضو برلمان النرويج  [لغات أخرى]‏ عن دائرة نورلان وقد انضم خلال فترته النيابية ‏ (1958 – 1961) للكتلة البرلمانية حزب العمال.
- انتخب عضو برلمان النرويج  [لغات أخرى]‏ عن دائرة نورلان وقد انضم خلال فترته النيابية ‏ (1954 – 1957) للكتلة البرلمانية حزب العمال.
- انتخب عضو برلمان النرويج  [لغات أخرى]‏ عن دائرة نورلان وقد انضم خلال فترته النيابية ‏ (1950 – 1953) للكتلة البرلمانية حزب العمال.
- انتخب Minister of Fisheries and Ocean Policy [الإنجليزية]‏ (1 يوليو 1946 – 19 نوفمبر 1951).
- انتخب عضو برلمان النرويج  [لغات أخرى]‏ عن دائرة نورلان وقد انضم خلال فترته النيابية ‏ (1945 – 1949) للكتلة البرلمانية حزب العمال.